# Cléon-d'Andran
 Cléon-d'Andran  là một xã thuộc tỉnh Drôme trong vùng Auvergne-Rhône-Alpes đông nam nước Pháp. Xã Cléon-d'Andran nằm ở khu vực có độ cao từ 165-222 mét trên mực nước biển.